# Max Kauffmann (Mediziner)
Max Kauffmann (* 27. August 1871 in Brugg; † 1923 verschollen) war ein deutscher Mediziner, Chemiker, Jurist, Psychiater und Psychologe.

## Leben und Werk
Kauffmann war der Sohn eines Tunnelbauingenieurs. Er legte sein Abitur 1891 in Stuttgart ab und absolvierte den Militärdienst als Einjährig-Freiwilliger. Er studierte Medizin und Philosophie in Göttingen, Halle (Saale), Berlin, Straßburg und Heidelberg und promovierte 1898 an der Julius-Maximilians-Universität Würzburg „Über reflektorische Pupillenstarre bei Rückenmarkserkrankungen“. Anschließend arbeitete er an verschiedenen Krankenhäusern und Praxen, darunter dem Krankenhaus Berlin-Moabit und als Oberarzt einer Frauenklinik. Er studierte aus Privatinteresse Naturwissenschaften und reiste viel. 1904 wurde er Assistenzarzt an der psychiatrischen Klinik der Universität Halle. Er habilitierte sich 1908 mit „Beiträge zur Pathologie des Stoffwechsels bei der progressiven Paralyse“ für die Fächer Psychiatrie und Neurologie.
Nach einem Zerwürfnis mit dem Klinikleiter Gabriel Anton schied Kauffmann aus der Klinik aus. Er promovierte 1909 an der Universität Halle „Über den Nachweis des Cholins“ in Chemie und 1912 an der Universität Rostock über „Das Verschuldungsprinzip im Strafrecht“ in Rechtswissenschaft. Seine Universitätskarriere stockte, nachdem er sich einen Verweis der Medizinischen Fakultät der Universität Halle eingehandelt hatte, weil er in einem Versicherungsgutachten einem Leipziger Privatdozenten Parteilichkeit vorgeworfen hatte. 1912 veröffentlichte Kauffmann die Psychologie des Verbrechens und 1913 das Pamphlet Kritik der fanatischen Alkohol-Abstinenz-Bewegung.
Während des Ersten Weltkrieges leitete Kauffmann ein Feldlazarett in Frankreich. Im Dezember 1918  wurde er zum Professor ernannt und erhielt 1921 eine außerordentliche Professur. Nach dem Krieg arbeitete Kauffmann zur Psychologie. Er beschäftigte sich mit dem Einsatz von Hypnose und Suggestion und regte damit eine Integration psychoanalytischer Gedanken und Konzepte in die Hypnoseforschung an. Außerdem publizierte er zu aktuellen politischen Fragen.
Ausweislich seiner Personalakte bei der Universität Halle verunglückte Kauffmann tödlich während einer Bergtour.

## Schriften
- Max Kauffmann: Zur Behandlung der Diphtherie. Laupp, Tübingen 1895.
- Max Kauffmann: Über reflektorische Pupillenstarre bei Rückenmarks-Erkrankungen. Jahn, Berlin, Würzburg 1898.
- Max Kauffmann: Beiträge zur Pathologie des Stoffwechsels bei Psychosen. Fischer, Jena 1908.
- Max Kauffmann: Die Epilepsie. Fischer, Jena 1908.
- Max Kauffmann: Die progressive Paralyse. Fischer, Jena 1908.
- Max Kauffmann: Über den Nachweis des Cholins. Kaemmerer, Halle, Halle 1909.
- Max Kauffmann: Funktionelle Psychosen. Fischer, Jena 1910.
- Max Kauffmann: Über das angebliche Vorkommen von Cholin in pathologischer Lumbalflüssigkeit. In: The virtual laboratory.66, Nr. 4/5/6 1910, S. 343–344 ().
- Max Kauffmann: Das Verschuldungsprinzip im Strafrecht. Buchh. des Waisenhauses, Halle a. d. S. 1912.
- Max Kauffmann: Die Psychologie des Verbrechens. Eine Kritik. Springer, Berlin 1912.
- Max Kauffmann: Kritik der fanatischen Alkohol-Abstinenz-Bewegung. Konegen, Leipzig 1913.
- Max Kauffmann: Suggestion und Hypnose. Vorlesungen für Mediziner, Psychologen und Juristen. Springer, Berlin 1920.
- Max Kauffmann: Die Bewußtseins-Vorgänge bei Suggestion und Hypnose. Marhold, Halle a.S 1921.
- Max Kauffmann: Sozialismus und Wirklichkeit. Marhold, Halle 1923.